# Napfogyatkozás

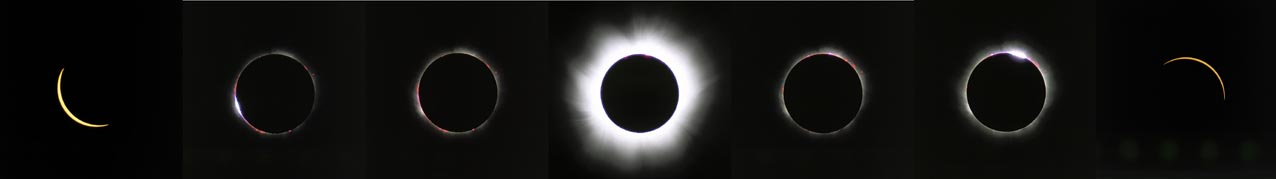
Az 1999-es teljes napfogyatkozás

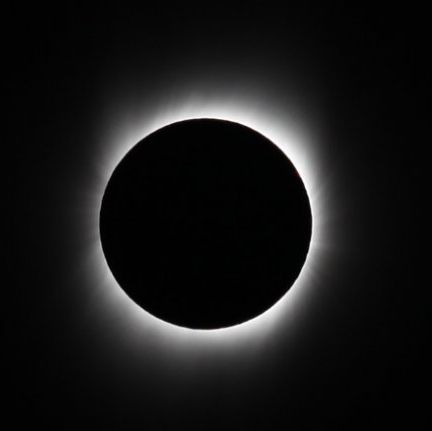
Teljes napfogyatkozás 2009. július 22. Banglades

A napfogyatkozás csillagászati jelenség, amelynek során a Hold a megfigyelő számára részben vagy egészen eltakarja a Napot.
Napfogyatkozás akkor jön létre, amikor a Hold pontosan a Föld és a Nap közé kerül, azaz újholdkor. De nem minden újholdkor, hanem csak akkor, ha a Föld körüli pálya leszálló vagy felszálló csomópontjában van éppen újholdkor a Hold. (A holdpálya nagyjából 5°-os szöget zár be az ekliptikával, azaz a Hold hol kissé a Földet a Nappal összekötő képzeletbeli vonal felett, hol pedig alatta van. Amikor a vonal közelébe kerül – ezek a fel- ill. leszálló csomópontok –, akkor figyelhető meg a napfogyatkozás.) A Hold átmérője 400-szor kisebb a Napénál, ám 400-szor közelebb is van, ez okozza, hogy a Nap és a Hold látszólagos átmérője közel azonos, így amikor megfelelő helyzetbe kerülnek az égitestek, akkor a Hold teljesen képes eltakarni a Napot.

## A napfogyatkozások típusai
A Hold látszólagos mérete néha nagyobb, mint a Nap látszólagos mérete, máskor kisebb. Ezt az okozza, hogy a bolygók és a holdak elliptikus pályán keringenek. Emiatt a Föld–Hold-távolság is és a Nap–Föld-távolság is periodikusan változik. Természetesen ez a méretváltozás szabad szemmel észlelhetetlen, viszont ez és a Föld–Hold/Nap–Föld ekliptika különbsége különböző típusú napfogyatkozásokhoz vezet.

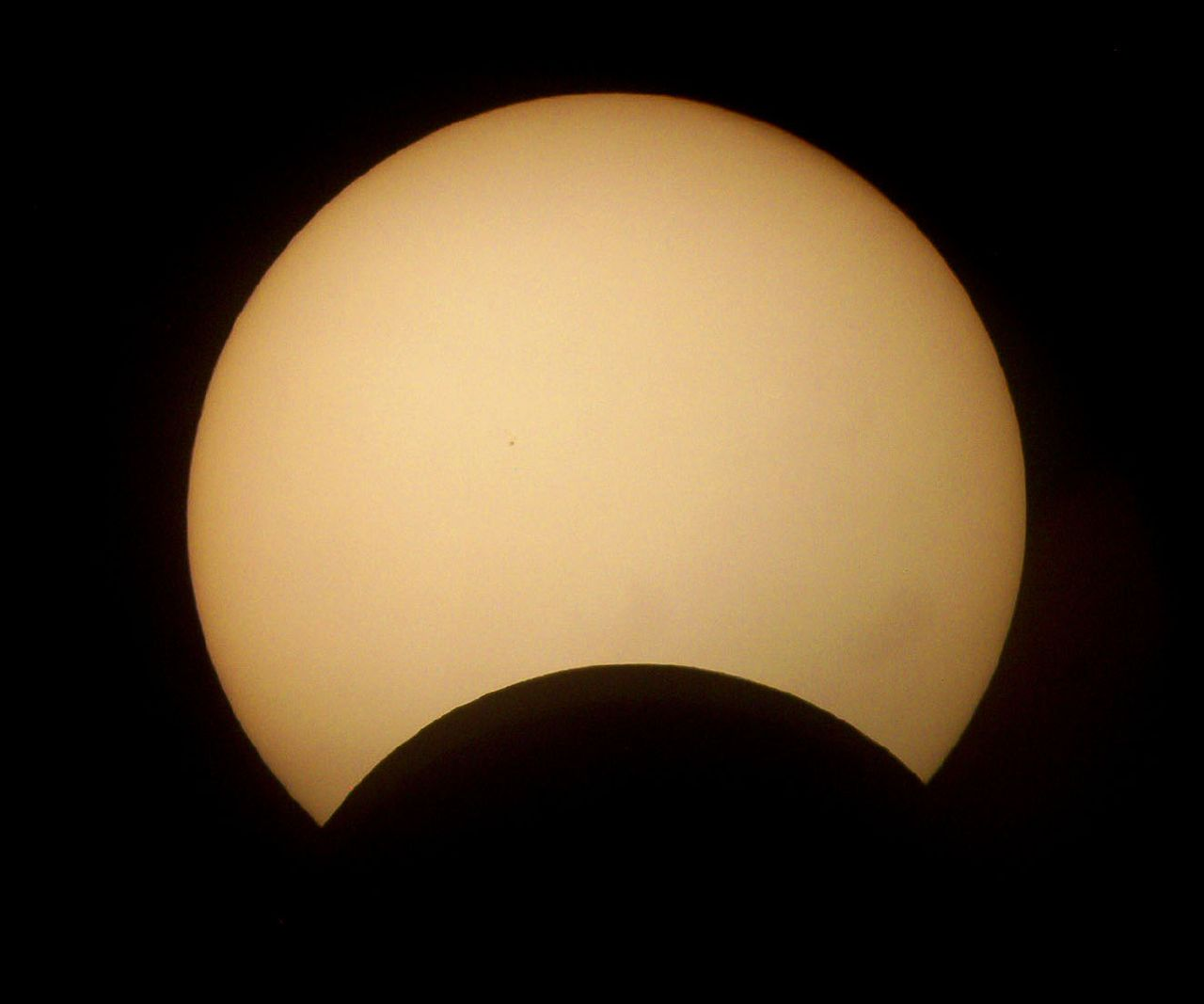
Részleges napfogyatkozás

### Részleges napfogyatkozás
Amikor a Hold teljes árnyéka egyáltalán nem vetül a Földre, csak az úgynevezett félárnyék érinti azt, részleges napfogyatkozásról beszélünk. A Földnek egyetlen pontján sem látható ilyenkor a Hold úgy, hogy teljesen eltakarja a Napot. A részleges napfogyatkozások csak nagy takarás esetén vehetők észre szabad szemmel.
A többi napfogyatkozás esetében a hold teljes árnyéka a Föld felszínére vetül. Bár ilyenkor a Föld bizonyos részein a Hold teljesen a Nap elé kerül, a legtöbb helyről mégis csak részleges napfogyatkozás figyelhető meg.

Teljes napfogyatkozásnál láthatóvá válik a napkorona

### Teljes napfogyatkozás
Teljes napfogyatkozás esetén a Hold teljes árnyéka a Földre vetül, és a Hold látszólagos mérete nagyobb, mint a Nap látszólagos mérete (a fogyatkozás mérete nagyobb, mint 1 egész). A napfogyatkozás elején és végén, valamint a totalitás földrajzi határán kívül részleges napfogyatkozás figyelhető meg. Ez a fajta napfogyatkozás csillagászati szempontból azért jelentős, mert megfigyelhető a nap koronája, amelyet egyébként a nap fénye elnyom.

### Gyűrűs napfogyatkozás
Ha a Nap látszólagos mérete nagyobb, mint a Hold látszólagos mérete, a Hold teljes árnyékának egyetlen pontja sem tud a Földre vetülni, még akkor sem, ha a Nap amúgy teljes takarásban lenne - a teljes árnyékkúpjának a csúcsa a Föld előtt halad el. Ilyenkor még a Napfogyatkozás közepén is látszik a Nap széle. A részleges napfogyatkozáshoz hasonlóan a napkorona nem látható.
A gyűrűs napfogyatkozás tovább tarthat, mint egy teljes napfogyatkozás totalitása (amikor a Hold teljesen eltakarja a Napot), mert ilyenkor a Földtől kissé távolabb levő (ezért kisebbnek látszó) Holdnak több időre van szüksége, hogy elhaladjon a Nap előtt. Egy gyűrűs napfogyatkozás akár 12 percig is tarthat, szemben az elméletileg lehetséges leghosszabb 7 perc 32 másodperces teljes napfogyatkozással.

### Hibrid napfogyatkozás
A hibrid napfogyatkozás viszonylag ritka, egy átmenetet jelöl a gyűrűs és a teljes napfogyatkozás között. A legtöbb hibrid napfogyatkozás gyűrűs napfogyatkozásként kezdődik, és teljes napfogyatkozásként ér véget. Körülbelül az összes napfogyatkozás 1%-a hibrid napfogyatkozás. A hibrid napfogyatkozás azért jön létre, mert a Hold látszólagos mérete és a Nap látszólagos mérete majdnem teljesen egyforma, a Hold által vetett teljes árnyék a Föld gömbölyű alakja miatt a napfogyatkozás elején még nem éri el a Földet, majd egy időre a Föld felszíne a teljes árnyék alá kerül, ám a napfogyatkozás végére "kifordul" alóla, és újra a teljes árnyék mögött lesz.
A következő hibrid napfogyatkozás 2031. november 14-én lesz megfigyelhető.
A Holdnak a Földtől való távolodása miatt a látszó átmérője folyamatosan csökken, és számítások szerint 600 millió év múlva olyan távolra kerül, hogy többé már nem lesz képes teljesen elfedni a napkorongot és teljes napfogyatkozás a Föld felszínéről nem lesz megfigyelhető.
Teljes napfogyatkozás idején figyelhető meg a napkorona (a Nap több millió fokosra hevült külső légköre), valamint a napkorong szélén éppen zajló napkitörések, protuberanciák.

## Teljes napfogyatkozások (2001-2015)

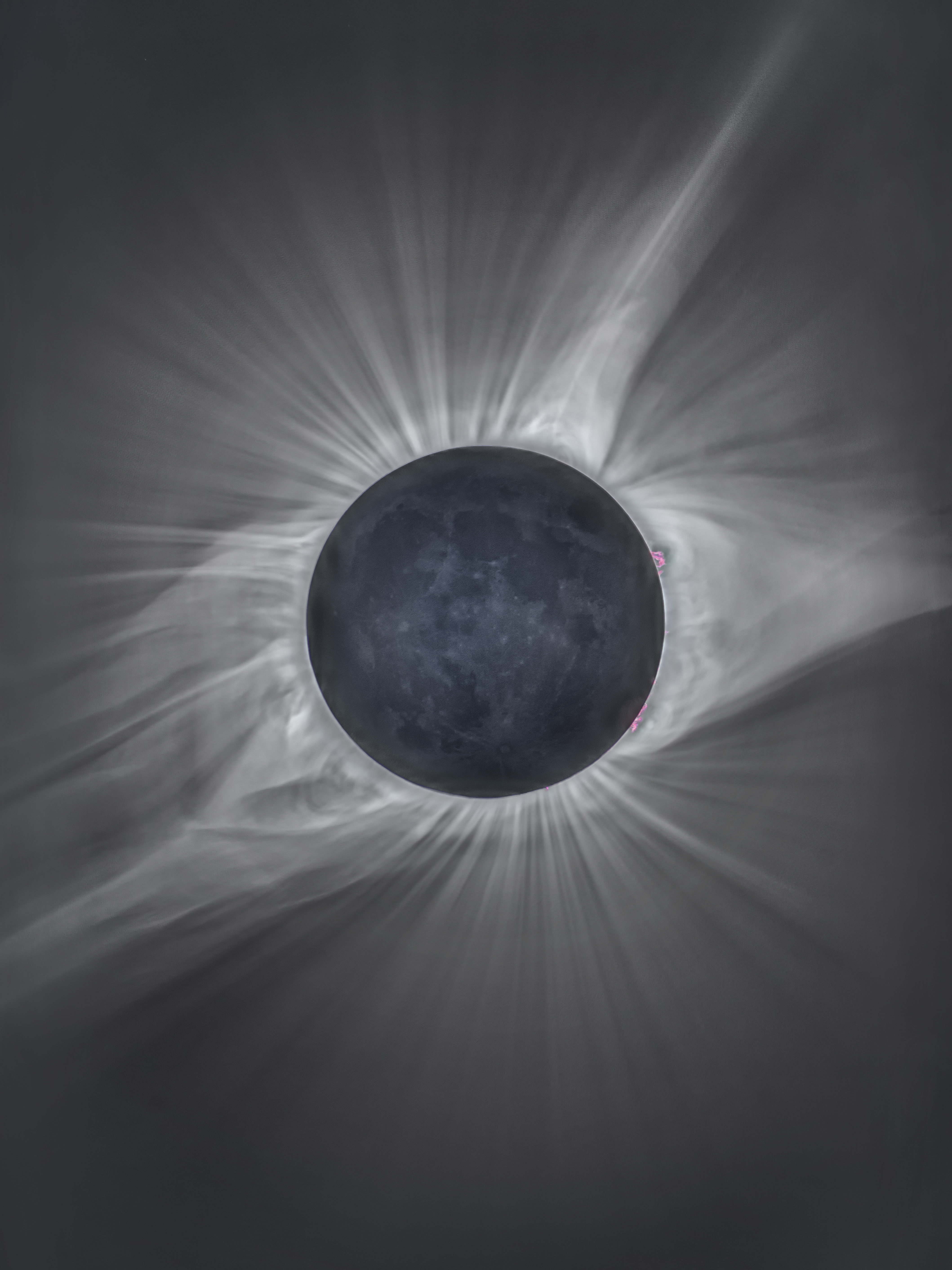
2017. augusztus 21-én teljes napfogyatkozás volt az Egyesült Államokban. A kép 7 különböző felvétel kombinációja, 1/8000 mp-től ½ mp-ig elkészítve, 1 másodpercen belül

| Dátum              | Időtartam    | Megfigyelhetőség                              |
| ------------------ | ------------ | --------------------------------------------- |
| 2001. június 21.   | 4 perc 56 mp | déli Atlanti-óceán, Dél-Afrika                |
| 2002. december 4.  | 2 perc 4 mp  | Dél-Afrika, Indiai-óceán, Ausztrália          |
| 2003. november 23. | 1 perc 57 mp | Antarktisz                                    |
| 2005. április 8.   | 42 mp        | Csendes-óceán, Közép-Amerika                  |
| 2006. március 29.  | 4 perc 7 mp  | Atlanti-óceán, Észak-Afrika, Közép-Ázsia      |
| 2008. augusztus 1. | 2 perc 27 mp | Grönland, északi sarkvidék, Oroszország, Kína |
| 2009. július 22.   | 6 perc 39 mp | India, Kína, Csendes-óceán                    |
| 2010. július 11.   | 5 perc 20 mp | déli Csendes-óceán                            |
| 2012. november 13. | 4 perc 2 mp  | déli Csendes-óceán                            |
| 2013. november 3.  | 1 perc 40 mp | Atlanti-óceán, Közép-Afrika,                  |
| 2015. március 20.  | 2 perc 47 mp | északi sarkvidék                              |

## A megfigyelés veszélyei
A napfogyatkozás megfigyelése veszélyeket rejt magában, amelyek megfelelő eszközökkel elháríthatók. Napfogyatkozáskor a Napból nem érkezik másféle sugárzás, mint egyébként, mivel csak annyi történik, hogy a napfény egy részét a Hold kitakarja. A veszélyt az okozza, hogy napfogyatkozáskor könnyebb a napba nézni, ezért ilyenkor az erős ultraibolya-sugárzás (UV) könnyebben kifejtheti károsító hatását a szem retinájára és a szemlencsére.

## Az első fotó egy napfogyatkozásról

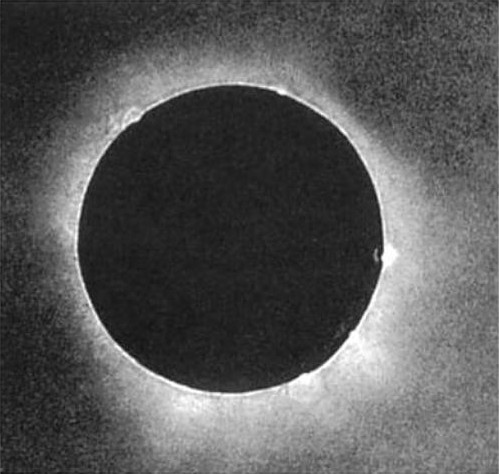
Az első, napfogyatkozást megörökítő fotográfia (Fotó: Berkowski, 1851. július 28.)

Az első sikeres teljes napfogyatkozást ábrázoló fényképfelvételt 1851-ben Königsbergben készítette egy helyi fényképész, Berkowski, akinek keresztneve nem ismert. Berkowskit a königsbergi csillagvizsgáló igazgatója, August Ludwig Busch (1804–1855) bízta meg, hogy készítsen fényképfelvételt a július végi teljes napfogyatkozásról. Berkowski július 28-án kora délután a csillagvizsgáló épületében várta, hogy a Hold eltakarja a Napot. A fotózáshoz egy kisméretű teleszkópot használt, melyre egy 15,8 cm-es Frauenhofer heliométert szerelt. A teljes napfogyatkozás kezdete után 84 másodperces expozíciós idővel rögzítette a látványt egy dagerrotíp lemezre. Az előhívott felvételen a napot eltakaró Hold átmérője 7,85 mm volt. A dagerrotípia olyan jól sikerült, hogy nem csak a napkoronát, hanem több napkitörést is sikerült megörökíteni.